# Kontrasignace
Kontrasignace (z latiny) neboli spolupodpis znamená další podpis jako předpoklad platnosti nebo závaznosti určitého rozhodnutí. Je známá a používaná stovky let (např. kontrasignace šeků), je aplikací principu rozdělení povinností (SoD).

## Česko

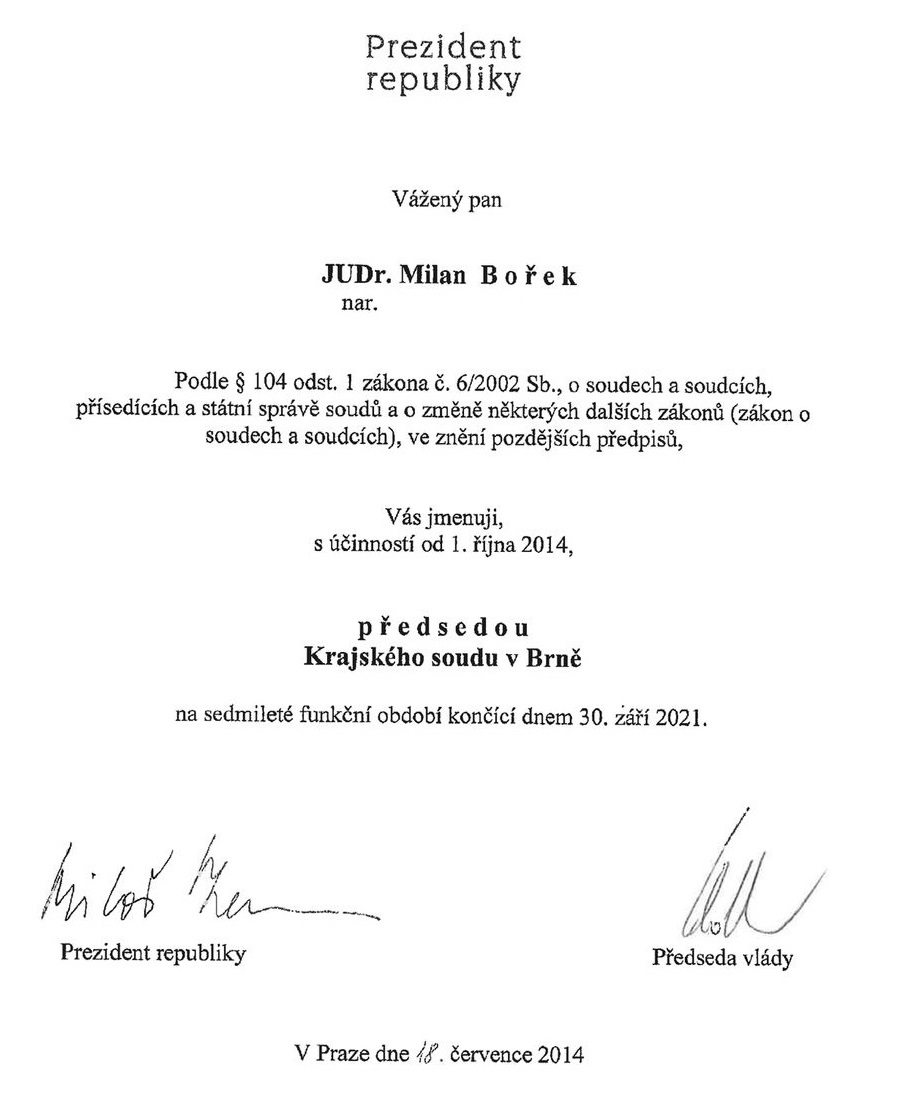
Jmenování předsedy krajského soudu v Brně podepsané Milošem Zemanem a spolupodepsané Bohuslavem Sobotkou

V právním smyslu se používá zejména při výkladu Ústavy České republiky, podle které některá rozhodnutí prezidenta vyžadují ke své platnosti spolupodpis předsedy vlády nebo jím pověřeného člena vlády.

### Pravomoci prezidenta s kontrasignací
Konkrétně jde o „další pravomoci“ prezidenta republiky stanovené výslovně v článku 63 odst. 1 Ústavy a o pravomoci dle článku 63 odst. 2 Ústavy, které sice nejsou přímo v Ústavě uvedeny, ale stanoví je zvláštní zákon. Prezident tedy s kontrasignací:
- zastupuje stát navenek
- sjednává a ratifikuje mezinárodní smlouvy; sjednávání mezinárodních smluv může přenést na vládu nebo s jejím souhlasem na její jednotlivé členy
- je vrchním velitelem ozbrojených sil
- přijímá vedoucí zastupitelských misí
- pověřuje a odvolává vedoucí zastupitelských misí
- vyhlašuje volby do Poslanecké sněmovny a do Senátu
- jmenuje a povyšuje generály
- propůjčuje a uděluje státní vyznamenání, nezmocní-li k tomu jiný orgán
- jmenuje soudce
- nařizuje, aby se trestní řízení nezahajovalo, a bylo-li zahájeno, aby se v něm nepokračovalo (tzv. abolice)
- má právo udělovat amnestii

Zbývající pravomoci s nutností kontrasignace určují běžné zákony. Podle nich prezident například:
- uchovává pečetidlo státní pečeti[2]
- vyhlašuje volby do Evropského parlamentu, zastupitelstev krajů a do zastupitelstev obcí
- jmenuje předsedu a místopředsedu Nejvyššího správního soudu z řad soudců tohoto soudu
- jmenuje ze soudců předsedy vrchních a krajských soudů
- jmenuje a odvolává předsedu Úřadu pro ochranu hospodářské soutěže, předsedu Úřadu pro ochranu osobních údajů nebo předsedu Českého statistického úřadu
- jmenuje a odvolává rektory veřejných vysokých škol a jmenuje profesory
- jmenuje a odvolává předsedu Akademie věd